# Les Dangereux
Pour plus de détails, voir Fiche technique et Distribution.
Les Dangereux, ou Les Déjantés en France, est une comédie noire québécoise réalisée par Louis Saia, sortie en 2002. Ce film relate l'histoire d'une chanteuse qui se fait enlever par des ravisseurs. Roxane est une chanteuse pop de renommée mondiale. Après un de ces spectacles, elle se fait kidnapper par une bande de ravisseurs qui demande une importante rançon afin de la revoir vivante. Le père de Roxane, Paul décide de payer ladite rançon et de la faire livrer par le comptable de son entreprise, Francis, un homme quelque peu simple d'esprit. Alors arrivent une tonne de péripéties qui complexifieront la livraison de l'argent aux ravisseurs.
Le scénariste et réalisateur Louis Saia a avoué en entrevue s'être inspiré des films de Guy Ritchie (Arnaques, Crimes et Botanique) et de Danny Boyle (Trainspotting) pour faire son film qu'il a qualifié de « comédie noire absurde, tout sauf politiquement correcte ». D'ailleurs, l'affiche du film a de fortes ressemblances à celle du film Snatch : Tu braques ou tu raques de Guy Ritchie.
Malgré un budget colossal de 7,2 millions de dollars (3e plus gros budget pour un film québécois, derrière Maurice Richard et Bon Cop, Bad Cop) et une grande distribution d'acteurs et d'actrices, ce film est considéré par plusieurs critiques comme étant un des pires films du cinéma québécois avec Angélo, Frédo et Roméo de Pierre Plante, J'en suis ! de Claude Fournier et Après ski de Roger Cardinal,.

## Synopsis
Le film suit Roxane Labelle, une chanteuse pop de renommée mondiale, dont l’enlèvement après un concert déclenche une série d’événements impliquant des rançons, des trahisons, des poursuites violentes et des luttes de pouvoir. L’intrigue, riche en rebondissements, mêle des personnages variés, dont des criminels, des tueurs à gages, et des membres de la famille de Roxane, dans un enchaînement de quiproquos et de confrontations.

### Enlèvement et demande de rançon
Après un concert, Roxane est félicitée par son père et gérant, Paul, qui lui suggère de se reposer dans sa limousine en route vers son prochain spectacle. En demandant d’ajuster l’air climatisé, Roxane découvre que le chauffeur n’est pas le sien, mais un ravisseur nommé Boiteuse. Ce dernier contacte Paul par téléphone, exigeant une rançon d’un million de dollars avant le lendemain midi et demi pour garantir la survie de Roxane. Paul mandate son comptable, Francis, pour organiser et livrer la rançon.
Francis se rend au lieu indiqué, un centre commercial, avec la rançon dans un sac. Boiteuse l’appelle, lui ordonnant de déposer l’argent dans un casier spécifique, de verrouiller le casier, et de placer la clé dans une poubelle à proximité. Il doit ensuite se rendre dans une cabine téléphonique dans le stationnement d’un hôtel pour recevoir de nouvelles instructions. Boiteuse le met en garde : il est surveillé et ne doit pas tenter de désobéir.

### Complications lors de la livraison
Francis rencontre des obstacles dès son arrivée. Le casier est payant, mais il n’a pas de petite monnaie. Il entre dans un magasin de souvenirs pour en obtenir, mais le caissier exige qu’il achète quelque chose. Francis achète un chapeau. En sortant, il est abordé par un itinérant insistant qui lui demande de l’argent. Francis, pressé, nie avoir de la monnaie et se dirige vers le casier pour y déposer la rançon.
Avant de placer la clé dans la poubelle, Francis appelle Paul pour confirmation. Paul lui ordonne de suivre les instructions de Boiteuse. Cependant, l’itinérant, qui surveillait Francis, récupère la clé dès qu’elle est déposée. Francis tente de la reprendre, expliquant que le casier contient un sac important. L’itinérant exige des preuves, forçant Francis à ouvrir le casier pour montrer son contenu. Lorsque l’itinérant insiste pour connaître le contenu du sac, Francis refuse et le repousse. En revenant au casier, il découvre qu’un autre utilisateur l’a pris, l’obligeant à utiliser un casier différent.
Craignant d’être surveillé, Francis remarque une personne vêtue de noir qu’il prend pour un complice de Boiteuse. Pris de panique, il mentionne à un passant qu’il a changé de casier, mais ce dernier l’ignore. Finalement, Francis décide de repartir avec la rançon. À l’extérieur, il croise Bing, le neveu de Boiteuse, venu récupérer l’argent. Francis s’échappe en voiture, poursuivi par deux tueurs à gages, Dirty Henri et Tiger, engagés par Paul pour tuer Francis et les ravisseurs une fois la rançon livrée, tout en récupérant l’argent et Roxane.

### Pressions parallèles et évasion de Roxane
Pendant ce temps, Paul est confronté à Luck Foo, chef de la mafia chinoise montréalaise, accompagné de son homme de main, Brad. Luck Foo rappelle à Paul une dette importante, menaçant de graves conséquences s’il ne rembourse pas avant la fin de la journée. Paul explique que l’enlèvement de sa fille complique sa situation financière, mais Luck Foo reste inflexible.
Au centre commercial, Bing, incapable de trouver la clé dans la poubelle, force le casier, mais découvre qu’il ne contient pas la rançon. Il informe Boiteuse, qui lui ordonne de rentrer. Au repaire des ravisseurs, Roxane, ligotée, demande à aller aux toilettes. Elle convainc Rachel, la conjointe de Boiteuse, de lui donner un autographe en échange de la libérer de ses liens. Une fois seule, Roxane s’échappe en neutralisant Rachel et vole la camionnette de Boiteuse. Ce dernier, accompagné de Bing et Rachel, réquisitionne un camion de laitier pour la poursuivre, tout en rassurant Paul par téléphone sans mentionner l’évasion de Roxane.

### Poursuites et erreurs mortelles
Francis, toujours en possession de la rançon, se rend à un nouveau lieu indiqué par Boiteuse, une aire de repos sur une autoroute. En route, il oublie le sac dans une cabine téléphonique. Revenant sur ses pas, il ne trouve plus le sac et interroge la préposée au stationnement, qui n’a rien vu. Francis remarque un homme avec un sac similaire et le poursuit jusqu’à une station de métro, où il découvre que le sac contient des vibromasseurs, et non la rançon.
Parallèlement, Dirty Henri et Tiger, décidant de trahir Paul pour garder la rançon, surveillent le stationnement. Ils tuent par erreur un homme qu’ils prennent pour Francis. La préposée retrouve finalement le sac de Francis, qui le récupère. En retournant à sa voiture, il découvre un cadavre à l’intérieur, résultat de l’erreur des tueurs. Francis, paniqué, décide de transporter le corps.
Francis reçoit un appel de son frère Marco, qui menace de se suicider. Il se rend à son appartement, où Marco tient un fusil sur sa tempe. Au même moment, Dirty Henri et Tiger, cherchant Francis, tuent par erreur un gang de rue dans un appartement voisin. Francis et Marco s’échappent, toujours suivis par les tueurs.

### Confrontation à l’école abandonnée
À l’aire de repos, Boiteuse et Bing attaquent par erreur un automobiliste innocent, qu’ils prennent pour Francis. Lorsque Francis arrive, il trouve l’homme blessé, qui est ensuite abattu par Tiger. Francis et Marco fuient, poursuivis par les tueurs et les ravisseurs. Paul informe Francis d’un nouveau rendez-vous dans une école désaffectée près d’une marina. En chemin, Francis et Marco se débarrassent du cadavre en le déguisant en épouvantail.
À l’école, Francis, ayant perdu une lentille de contact, distingue mal les ravisseurs. Réalisant qu’ils n’ont plus Roxane, il s’enfuit. Roxane, de son côté, croise Dirty Henri et Tiger après un accident avec leur véhicule. Les tueurs l’enlèvent à nouveau, mais Roxane provoque un accident en étouffant Tiger, s’échappant lors d’une collision à la marina. Elle retrouve Marco, puis Francis, devant l’école.
Boiteuse capture Marco et exige la rançon. Francis obéit, mais Bing, chargé de les éliminer, tire accidentellement sur Rachel. Boiteuse et Bing s’enfuient, abandonnant Rachel, que Francis emmène à l’hôpital.

### Dénouement et révélations
Boiteuse et Bing, à court d’essence, s’arrêtent à une station-service. Rachel, voyant Boiteuse, l’asperge d’essence et l’enflamme, le tuant. Bing tente de récupérer la rançon, mais Francis le neutralise en le percutant avec sa voiture. La police arrête Rachel, tandis que Bing, blessé, tue un ambulancier.
Lors du spectacle de Roxane, Paul remet sa dette à Luck Foo, mais Dirty Henri et Tiger, déguisés en techniciens, volent l’argent. Marco, témoin de la scène, est menacé par Tiger. Francis le sauve, et une poursuite s’engage dans la foule. Roxane, sur scène, récupère le sac d’argent. Tiger est accidentellement brûlé par un effet pyrotechnique.
Dans les coulisses, Johanne, l’ex-femme de Paul, arrive. Bing révèle qu’elle a orchestré l’enlèvement pour récupérer l’argent que Paul lui devait. Francis confronte Paul, qui admet avoir volé un million de dollars à Roxane pour payer ses dettes de jeu et avoir planifié le meurtre de Francis. Dégoûtée, Roxane quitte le spectacle avec Francis et Marco.
Quelques mois plus tard, au mariage de Marco et Rachel, Bing, déguisé en photographe, tire sur les invités, brisant le quatrième mur en s’adressant au public.

## Fiche technique
Sauf indication contraire, les informations mentionnées dans cette section peuvent être confirmées par la base de données cinématographiques IMDb,  présente dans la section « Liens externes ».
- Titre original : Les Dangereux
- Autre titre francophone : Les Déjantés (France)
- Titre de travail : La Ballade des dangereux[6]
- Accroche : « La rançon de la gloire... »
- Réalisation : Louis Saia
- Scénario : Huguette St-Denis[1] et Sylvain Ratté
- Musique : Claude Lamothe et Jacques Roy
- Décors : Nadine Petit Clerc
- Costumes : Suzanne Harel
- Photographie : Jean-Pierre Trudel
- Son : Yvon Benoît, Michel B. Bordeleau, Hans Peter Strobl, Louis Gignac
- Montage : Gaëtan Huot
- Production : Richard Goudreau
- Sociétés de production : Melenny Productions, Téléfilm Canada, SODEC, Réseau TVA, MusiquePlus
- Société de distribution : Christal Films
- Budget : 7,4 millions $ CA
- Pays de production :  Canada
- Langue originale : français
- Genre : comédie noire
- Format : couleur - 2,35:1 - 35 mm
- Durée : 108 minutes
- Dates de sortie :
  - Canada : 6 décembre 2002 (sortie en salles) ; 24 juin 2003 (vidéo)
  - France : 16 mai 2003 (festival de Cannes)
- Classification : 13 ans et plus (Canada)

## Distribution

### Personnages principaux
- Stéphane Rousseau : Francis Jobin
- Véronique Cloutier : Roxane Labelle
- Marc Messier : Paul Labelle
- Pierre Lebeau : Henri Morin (alias « Dirty Henri »)
- Guy Nadon : Régis Dubois (alias « Boiteuse »)
- Michel Charette : Marco Jobin
- Louise Portal : Johanne Labelle
- Didier Lucien : Dieudonné Tremblay (alias « Tiger »)
- Dominique Quesnel : Rachel
- Miro Lacasse : Marc-Antoine (alias « Bing »)
- Russell Yuen : Luck Foo
- François Chénier : Mario
- James Hyndman : le narrateur (voix)

### Personnages secondaires
- Marie-Josée Beaudreau : femme aux béquilles
- Alexander Bisping : fuyard
- Patrick Drolet : Patrick Langlois (homme gai)
- Albert Kwan : Brad le bouncer
- Roger La Rue : sans-abris
- André Lacoste : laitier
- François-Étienne Paré : ambulancier
- Brigitte Saint-Aubin : Ginette (esthéticienne)

## Écriture
L’écriture du film Les Dangereux commence lorsque Richard Goudreau reçoit une enveloppe d’argent du tout nouveau Fonds du long métrage du Canada pour produire un nouveau film. Ce fonds, créé en octobre 2000 par Téléfilm Canada, fait partie de la nouvelle politique canadienne du long métrage intitulée « Du scénario à l’écran ». Cette enveloppe est constituée d’argent versé automatiquement aux producteurs ayant récolté par le passé de grosses recettes au box-office. Dans le cas de Goudreau, elle lui a été donnée à la suite du succès de sa série de films Les Boys. Avec cette enveloppe en main, Richard Goudreau demande à Louis Saia de lui écrire un scénario.
À la fin du mois de mars 2001, Huguette St-Denis reçoit un appel de Louis Saia, alors en plein tournage de la série Histoires de filles. Il lui demande de venir en vitesse à Montréal afin de lui parler d’un projet. St-Denis, qui habite Saint-Hyacinthe, hésite car une immense tempête de neige sévit cette journée-là. Saia lui dit que si elle ne vient pas, le projet ira à quelqu’un d’autre. Elle décide alors de prendre le volant et d’aller le rejoindre.
Louis Saia dit alors à St-Denis qu’elle a carte blanche pour un film. Quelque temps plus tard, elle rencontre Sylvain Ratté, Louis Saia et Richard Goudreau. Ceux-ci n’ont aucune idée du genre de film qu’ils veulent faire, mais une chose est sûre : ils veulent faire quelque chose qui est loin de la série Les Boys. Ayant été recommandés par Saia, Goudreau demande à St-Denis et Ratté de leur fournir une idée de scénario, et si elle est bonne, il leur donnera le feu vert pour le film.
St-Denis se rend chez Ratté afin de discuter des films qu’ils aiment. Les deux ont un amour des films de Guy Ritchie, notamment Snatch : Tu braques ou tu raques et Arnaques, Crimes et Botanique. Ils décident d’en parler à Louis Saia qui n’avait jamais entendu parler de ces films. Après lui avoir montré les films, ils proposent à Saia de faire un film de ce genre, mais en y ajoutant une touche d’humour. Ils voulaient faire quelque chose d’original, quelque chose qui ne s’était jamais vu.
L’idée qu’ils avaient en tête à la base était une histoire où une personne ayant peu de chance dans la vie décide de s’en sortir. Ils avaient aussi quelques concepts de péripéties pour aller avec leur idée. Ils voulaient qu’elles soient tournées dans des lieux de tournage qu’on voyait très peu souvent dans le cinéma québécois.

### Tournage
Le tournage du film Les Dangereux s’est déroulé du 22 mai au 4 juillet 2002, principalement dans la région métropolitaine de Montréal,.
L’ambiance sur le plateau a été décrite par plusieurs membres de l’équipe comme conviviale et marquée par une bonne entente entre les acteurs. Certains ont souligné la camaraderie et l’esprit d’équipe, notamment entre les comédiens principaux, ainsi qu’un environnement de travail perçu comme familial et égalitaire,,.
Malgré cette atmosphère positive, la production a rencontré plusieurs défis. Le tournage a été qualifié de complexe, avec des journées longues et exigeantes, en particulier lors des scènes de foule nécessitant une logistique importante,. Des périodes d’attente prolongées ont également été rapportées.
Certains membres de la distribution ont exprimé des réserves quant à la préparation du tournage, évoquant un manque de répétitions et une direction artistique laissant une grande place à l’improvisation,. Des changements fréquents au scénario ont été notés, souvent dans le but d’ajouter des éléments comiques, ce qui aurait pu nuire à la cohérence narrative selon certains intervenants.
Enfin, bien que plusieurs participants aient eu confiance dans le projet pendant la production, des doutes ont émergé lors des premières projections internes, certains évoquant une réception mitigée au sein de l’équipe,.

### Lieux de tournage

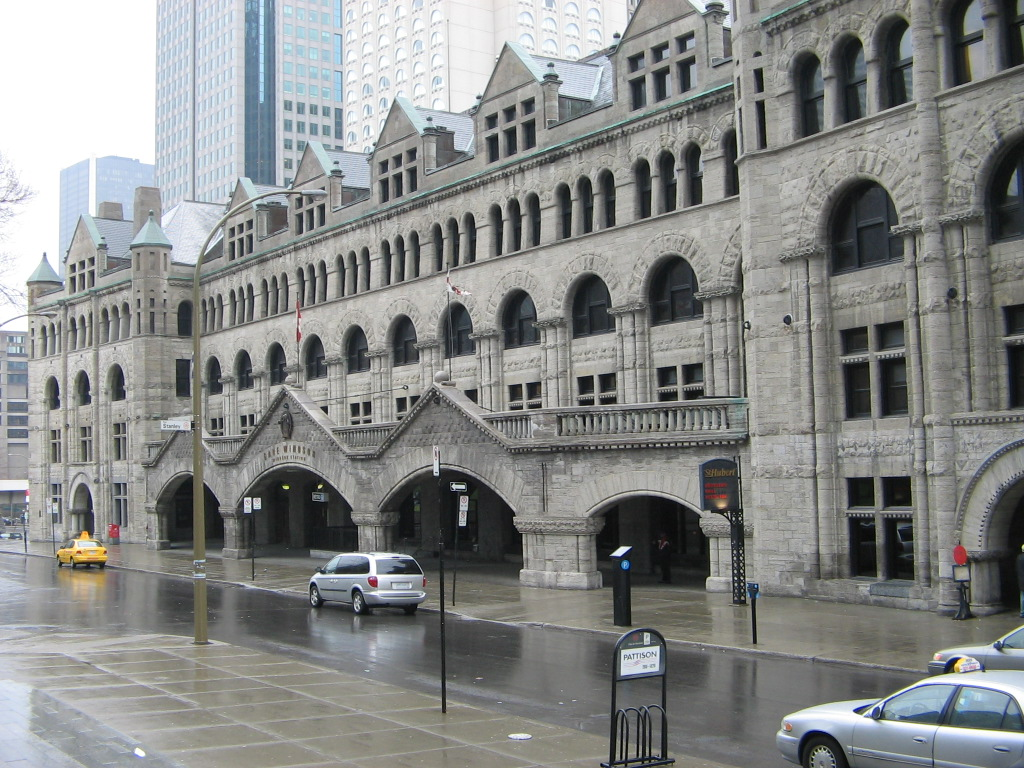
La Gare Windsor, endroit où une partie du film a été tournée.

Plusieurs lieux de tournage ont été utilisés pour le film. La plupart de ces lieux se situent à Montréal et ses environs, mais quelques scènes ont aussi été tournées dans les municipalités d'Oka, de Saint-Constant, de Blainville, de La Prairie et de Mont-Saint-Hilaire. Parmi les lieux de tournage connus, notons:
- Le CEPSUM de l'Université de Montréal
- La Gare Windsor
- Le Vieux-Port de Montréal
- La Marina d'Oka
- La station de métro Namur de la Société de transport de Montréal
- Le Monument-National
- Le centre d'essais et de recherche automobile PMG Technologies
- La paroisse La Nativité de la Sainte-Vierge de La Prairie

### Cascades
Le film comprend plusieurs cascades notables, dont une fusillade dans un restaurant, une explosion de voiture, une torche humaine, ainsi que le saut d’une camionnette Chevrolet Van 1972 sur un traversier à l’aide de rampes. Ces cascades ont été supervisées par le coordonnateur Stéphane Lefebvre, de la compagnie Action Stunts inc. Celui-ci a déclaré que la production visait à réaliser le plus important film d’action québécois de son époque.
Certaines scènes ont nécessité des effets de maquillage pour simuler des impacts de balles ou des brûlures. Des équipements spécialisés, comme des sous-vêtements ignifuges en Nomex et des gels protecteurs, ont été utilisés pour les scènes impliquant du feu.
Le cascadeur David Rigby a subi une fracture de deux vertèbres lors du tournage du saut de la camionnette.
L’actrice Véronique Cloutier a effectué certaines cascades mineures, mais d’autres ont été modifiées ou confiées à une doublure après qu’elle a appris être enceinte peu avant le tournage.
Stéphane Rousseau a réalisé plusieurs de ses cascades lui-même, notamment dans des scènes de course dans le métro et de chute de voiture. Il a rapporté s’être blessé à la fesse lors de l’une d’elles.
Le contexte de production, plus restreint que celui des productions américaines, a limité le temps consacré à certaines séquences. Les scènes de cascades devaient souvent être filmées en une seule journée.

### Maquillages et effets spéciaux
Les Dangereux compte plusieurs maquillages et effets spéciaux, un aspect encore relativement rare pour un film québécois au moment de sa sortie. Les effets spéciaux ont été réalisés par la compagnie Les Productions de l’Intrigue, sous la supervision de Pierre « Bill » Rivard, tandis que les maquillages spéciaux étaient dirigés par Erik Gosselin.
Les effets de maquillage incluent notamment la simulation d’impacts de balles, caractérisés par des trous d’entrée étroits et des trous de sortie élargis. Le premier maquillage appliqué par Gosselin sur le plateau fut une blessure par balle à la tête du personnage joué par Patrick Drolet, dans une cabine téléphonique. Une autre scène marquante met en scène le personnage de Mario (François Chénier) dont le visage est brûlé dans un wok : des prothèses en latex combinées à un mélange d’eau et de glycérine ont été utilisées pour reproduire l’aspect d’une peau chauffée et huileuse. Bien qu’un maquillage plus graphique ait été envisagé, celui-ci fut atténué pour des raisons de classification ou de logistique.
Le personnage de Bing (Miro Lacasse) présente également plusieurs blessures notables, dont un visage tuméfié réalisé au moyen d’une combinaison de prothèses en mousse de latex et en gélatine, couvrant une grande partie de la tête. Pour une autre scène, des brûlures au bras ont été causées accidentellement à l’acteur durant les répétitions avec un briquet de barbecue.
La scène d’étranglement avec des baguettes a été rendue possible grâce à un accessoire conçu pour l’occasion : des baguettes rétractables fonctionnant selon le principe d’un stylo à ressort.
La préparation de ces effets nécessitait une analyse détaillée du scénario pour identifier les besoins en prothèses, des essais sur des doublures et la consultation d’ouvrages de référence médicaux illustrés. Certaines scènes ont été simplifiées ou modifiées pour se conformer à des impératifs de censure, bien que les contraintes aient été perçues comme moindres au Québec que dans certaines productions internationales.
Malgré un budget relativement important pour une production québécoise, les ressources allouées aux effets spéciaux sont demeurées limitées par rapport aux standards américains, et ont davantage bénéficié à la logistique du tournage qu’au département des effets. Erik Gosselin a néanmoins conservé une autonomie créative importante, notant une relative absence de directives de la part de la réalisation. Certains moules de prothèses réalisés pour le film ont été conservés pour une réutilisation éventuelle.

### Financement
Le film Les Dangereux a bénéficié d’un financement automatique de Téléfilm Canada d’un montant de 2,8 millions de dollars canadiens. Ce soutien s’inscrivait dans le cadre d’un programme mis en place au début des années 2000, visant à encourager les productions ayant obtenu de bons résultats au box-office. Ce mécanisme, dit « à la performance », attribuait des enveloppes aux producteurs et distributeurs en fonction de leurs succès antérieurs. Les Dangereux fut l’un des premiers films à être financés selon cette méthode, aux côtés de Les Immortels de Paul Thinel et Je n’aime que toi de Claude Fournier.
Le film a également reçu une aide financière de 750 000$ de la part de la Société de développement des entreprises culturelles (SODEC). En complément de ces fonds publics, la production a été soutenue par plusieurs partenaires commerciaux, dont des entreprises du secteur alimentaire, des médias et des marques de consommation. Ces partenariats ont représenté environ 50 % du budget total du film, estimé à 3,3 millions de dollars.
Le distributeur Christal Films a, pour sa part, investi environ 300 000$ dans le projet.

## Musique
Singles de Véronique Cloutier
La Ballade des Dangereux Plus haut que moi

### Composition
La musique originale du film Les Dangereux a été composée par Claude Lamothe et Jacques Roy. Les chansons originales ont été créées par Stéphane Dufour, également connu pour son travail en tant que guitariste d’Éric Lapointe. Les paroles ont été écrites par Stéphane Dufour, Isabelle Villeneuve et Jean-François Amiot. La bande sonore a été publiée en 2002 sous l’étiquette Guy Cloutier Communications, en licence avec Melenny Productions.

### Liste des titres
| 1.    | Plus haut que moi                  | 3:51 |
| 2.    | Orage mécanique                    | 2:15 |
| 3.    | Danger                             | 2:11 |
| 4.    | Dirty Henri                        | 2:00 |
| 5.    | La Filature                        | 1:01 |
| 6.    | Freak Out                          | 1:48 |
| 7.    | Erreur sur la personne             | 1:25 |
| 8.    | Fore !                             | 1:05 |
| 9.    | En route                           | 1:03 |
| 10.   | Sale Salsa                         | 2:33 |
| 11.   | Truck Stop                         | 1:22 |
| 12.   | On the Run                         | 1:44 |
| 13.   | Y a-t-il un pilote dans l'camion ? | 1:00 |
| 14.   | Terminus                           | 3:22 |
| 15.   | La Ballade des Dangereux           | 3:34 |
| 31:04 |                                    |      |

### Accueil critique
Le disque a reçu une seule critique, qui fut mitigée. Le journaliste Marc-André Lussier avait à l'époque qualifié la musique originale comme étant un mélange étonnant, tout en soulignant au passage les mélanges de styles et de rythmes qui composent l'album. Pour ce qui est des chansons originales, il les a qualifiées d'expressément conçues pour tapisser toutes les ondes radios possibles et imaginables, autant les énergisantes que celles qui rockent et qui détendent.

## Exploitation et accueil

### Marketing et promotion
Le film Les Dangereux a bénéficié d’un budget promotionnel estimé à 800 000 dollars canadiens. Une part importante de cette stratégie reposait sur des partenariats commerciaux, incluant plusieurs marques de consommation, entreprises de services et médias. Le placement de produits était particulièrement présent dans le film, reflétant l’implication de nombreux commanditaires.
Parmi les initiatives promotionnelles notables, une collaboration a été établie avec la chaîne de restauration rapide Subway, qui a lancé une campagne comprenant une offre promotionnelle liée à l’achat de repas, accompagnée d’un concours publicitaire. Cette campagne a été soutenue par une publicité télévisée et radiophonique de 30 secondes, produite par l’agence Publicis-Optimédia, mettant en vedette deux personnages du film. La réalisation a été assurée par Pierre Dalpé, en collaboration avec la maison de production Kiss Films. La diffusion s’est déroulée entre le 18 novembre et le 31 décembre 2002.
Un CD promotionnel contenant deux chansons originales du film a également été distribué aux stations de radio québécoises. L’achat de la bande sonore en magasin donnait droit à un laissez-passer pour assister à une projection du film.
Enfin, une émission spéciale consacrée aux coulisses du film a été diffusée à la télévision le 1er décembre 2002, à la veille de la sortie en salle. Cette émission a enregistré une forte audience, se classant parmi les trois émissions les plus regardées de la semaine au Québec. Elle a par la suite été incluse dans les suppléments du DVD.

### Première du film

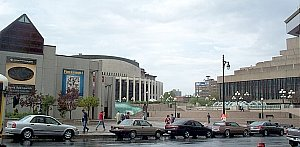
La Place des Arts de Montréal, lieu de la première du film.

La première du film s’est tenue le 2 décembre 2002  au complexe culturel de la Place des Arts, à Montréal. Organisé par Christal Films, l’événement a pris la forme d’un lancement à l’américaine, avec tapis rouge et la présence de nombreuses personnalités du milieu artistique québécois. Le coût de l’événement, estimé à environ 25 000 dollars, représentait une alternative plus économique à une campagne publicitaire traditionnelle, qui aurait nécessité des dépenses nettement plus élevées.
La soirée a attiré de nombreuses figures publiques, et l’ambiance générale a été décrite comme festive. En plus des acteurs principaux du film et de ceux mentionnés ci-haut, on a aussi pu apercevoir Mitsou, Rodger Brulotte, Enrico Ciccone, Guy Cloutier, Louis Morissette et Julie Snyder,. Toutefois, certains aspects de l’organisation ont suscité des réactions critiques. Plusieurs personnes impliquées dans la production ont exprimé leur mécontentement quant à leur traitement lors de la première. L’une des co-auteures du scénario n’avait pas été invitée officiellement et a été placée à l’écart, ce qui a été perçu comme un manque de reconnaissance. Des tensions ont également émergé à la suite de déclarations publiques du réalisateur, qui aurait revendiqué l’écriture du film, provoquant des réactions négatives au sein de l’équipe scénaristique.
D’autres membres de la distribution ont exprimé leur frustration de ne pas avoir été mis en valeur lors de l’événement, notamment en raison de la limitation du nombre de places sur scène. Certains ont rapporté une réception médiatique mitigée, marquée par une absence d’enthousiasme manifeste de la part de la presse. Des observations ont également été faites sur la difficulté à évaluer la réception réelle du film lors d’une première, les réactions étant souvent influencées par la proximité des invités avec les artistes,.

« Quand les gens te félicitent pour ton jeu, mais ne parlent pas du film, c’est un très bon indice. »

— Pierre Lebeau, Le balado des Dangereux

Malgré ces réserves, les réactions de la salle à la sortie de la projection ont été globalement positives. Quelques critiques ont toutefois souligné la présence marquée de violence et de scènes sanglantes dans le film.

« J'ai adoré Stéphane Rousseau, qui est en fait la vedette du film. C'est rigolo, il y a des trucs drôles. Il y a un peu beaucoup de sang et de violence. »

— Nathalie Petrowski

« Je trouve que c'est débile profond, mais absolument irrésistible. »

— Francine Grimaldi

« J'ai beaucoup ri. Très noir, très cynique. Ça passe super bien. Puis Véro, je lui lève mon chapeau. »

— Sébastien Benoît

### Accueil critique
À sa sortie, le film est sévèrement attaqué par les médias québécois :

« Comédie policière de Louis Saïa [sic], Les Dangereux est une tentative ratée de production populaire montée avec l’aide des institutions gouvernementales et de plusieurs entreprises privées. »

— Charles-Henri Ramond, Films du Québec

« Véronique Cloutier et Stéphane Rousseau jouissent d’une incroyable popularité. Hélas, ça ne suffit pas pour faire un film. Il aurait fallu aussi une once d’inspiration, un gramme de talent, voire un ersatz de créativité. »

— Luc Perreault, La Presse

« Les poches, les twits, les niaiseux auraient mieux convenu à mon sens comme titre à ce film vraiment garroché, terriblement mal fait qui aboutit strictement nulle part après avoir tenté d’emprunter toutes les directions. »

— René Homier-Roy, Flash

« Le comique selon Saïa, c’est d’imaginer un personnage avec un trait et trois phrases, et de frapper le clou jusqu’à ce que ce soit repris par la foule en délire des cours de récré ou qu’on hurle de douleur : le Black aime Tiger Woods, Lebeau aime les animaux, le frérot veut se suicider, et le chef de triade ne parle qu’en paroles de sage. Ad nauseam. »

— Juliette Ruer, Voir.ca

« Écrit trop vite, tourné trop vite, financé par des institutions qui ont fait confiance les yeux fermés aux capitaines des Boys, Les Dangereux de Louis Saia s'écrase pourtant lamentablement au fil d'arrivée. Le film est consternant, rien de moins, et fait injure au public québécois. »

— Odile Tremblay, Le Devoir

« Il y a bien quelques efforts pour dynamiser le récit, notamment en entrant dans le vif de l'action pour reconstituer ensuite les faits précédant le kidnapping à la faveur de la présentation des divers personnages. Sauf que là encore, ce procédé apparaît trop copié sur les astuces narratives de Guy Ritchie. Résolument caricaturaux, les protagonistes se révèlent presque tous antipathiques, à commencer par le frère suicidaire, qui fait montre d'une stupidité irritante. Néanmoins, la réalisation est assez vivante et témoigne d'un certain savoir-faire technique. »

— Louis-Paul Rioux, Médiafilm
« Despite Les Dangereux’s clichés and formulaic plot, there are some funny moments here, even some laugh-out-loud ones. If your average, churned-out Hollywood comedy is a greasy, artery-clogging supersize fry, than Les Dangereux is a smoked meat poutine—it’s still junkfood, and it sure smells weird, but it’s junkfood de chez nous and a lot of us like it that way. »
— Geneviève Paiement, Montreal Mirror

« Les situations sont aussi énormes et caricaturales que les personnages, dessinés à gros traits appuyés, mais l'exercice provoque, malgré la violence rencontrée au détour, la plus joyeuse et grinçante rigolade. »

— Pierette-Hélène Roy, La Tribune
L'agence de presse cinématographique québécoise Mediafilm a quant à elle attribué la cote de 6, ce qui signifie selon cet organisme que le film est considéré comme pauvre.

### Box-office
Les Dangereux est sorti en salle en 2002, distribué dans 85 cinémas à travers le Québec. Lors de sa première fin de semaine, le film a généré des recettes de 191 805 dollars canadiens, un résultat considéré comme modeste pour une production québécoise. Cette performance s’est déroulée dans un contexte concurrentiel marqué par la sortie du film Séraphin : Un homme et son péché, qui a connu un succès notable au box-office.
| Semaine          | Recettes  | Nombre d'écrans |
| ---------------- | --------- | --------------- |
| 6 décembre 2002  | 309 334 $ | 85              |
| 13 décembre 2002 | 137 826 $ | 77              |
| 20 décembre 2002 | 50 100 $  | 36              |
| 27 décembre 2002 | 41 900 $  | 26              |
| 3 janvier 2003   | 13 043 $  | 12              |
| 10 janvier 2003  | 1 593 $   | 5               |
| 17 janvier 2003  | 2 348 $   | 3               |
| 24 janvier 2003  | 1 821 $   | 1               |
| 31 janvier 2003  | 942 $     | 1               |
| 7 février 2003   | 811 $     | 1               |

À l'époque, le président d'Alex Films (une firme qui comptabilise les recettes de film) Simon Beaudry, avait expliqué la piètre performance du film en disant:

« La critique a été très dure avec le film [...] Aussi, c’est un humour plus noir que ce qui a été présenté avant, c’est différent. [...] Ce n’est pas un résultat mirobolant. C’est difficile à analyser. On ne peut jamais prévoir comment le public va réagir. C’est la beauté et la difficulté de l’industrie. »

— Simon Beaudry, La Presse
Au total, le film a été projeté 4 364 fois et a attiré 89 308 spectateurs, pour des recettes cumulées de 497 250 dollars. Ces résultats ont entraîné une perte estimée à environ un million de dollars pour le distributeur Christal Films.
Malgré sa performance commerciale limitée, Les Dangereux s’est classé au neuvième rang du box-office québécois pour l’année 2002, devant le film pour enfants Station Nord. En 2022, il figurait au 76ᵉ rang des comédies québécoises les plus rentables en salle depuis 1985.

### Controverse

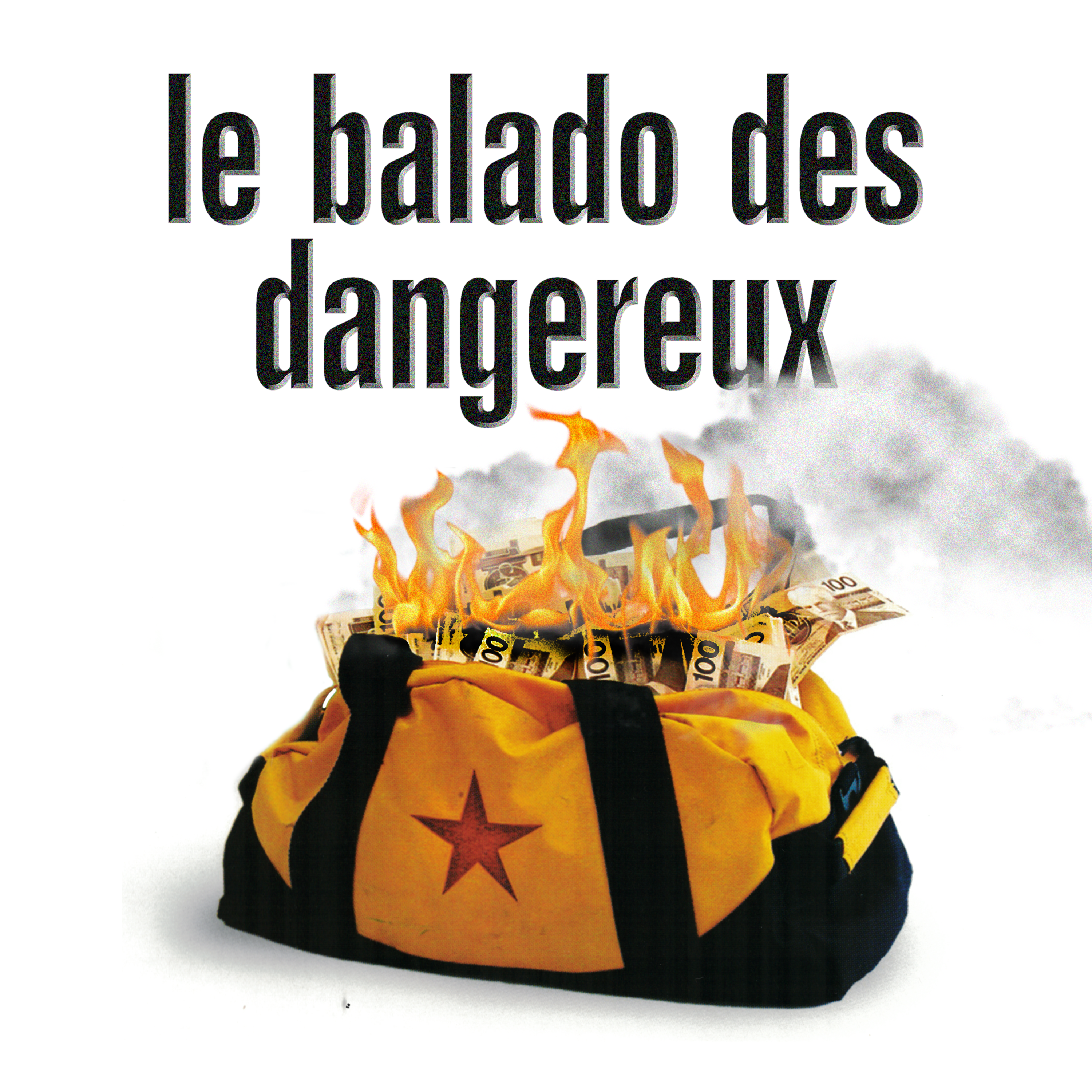
Vignette du podcast Le balado des Dangereux.

À la suite de la sortie du film Les Dangereux, la co-scénariste Huguette St-Denis a exprimé publiquement son incompréhension face à la sévérité des critiques reçues. Dans un épisode du balado Le Balado des Dangereux, elle revient sur un échange avec le chroniqueur Franco Nuovo, dont un article publié en janvier 2003 dans Le Journal de Montréal critiquait notamment la structure narrative du 
Selon St-Denis, cet échange aurait révélé des tensions plus larges entourant le financement du film, notamment en lien avec l’enveloppe automatique accordée par Téléfilm Canada au producteur Richard Goudreau. Ce financement, octroyé sans scénario finalisé selon certaines sources, aurait suscité une vive grogne dans le milieu culturel, notamment chez les critiques et les artisans du cinéma d’auteur, qui estimaient que ces fonds étaient détournés au détriment de projets plus artistiques.
St-Denis affirme avoir été informée que certains membres du milieu culturel considéraient ce financement comme injustifié, et que cela aurait pu influencer négativement la réception critique du film. Elle rapporte également que Franco Nuovo lui aurait confié que « les critiques s’étaient tous mis d’accord pour chier sur le film », dans une volonté de nuire au producteur Richard Goudreau. Cette hypothèse d’une « vendetta » ou d’une « guerre » des critiques a été appuyée par plusieurs intervenants du balado qui la jugent plausible,. D’autres, comme le critique Marc-André Lussier, réfutent l’idée d’un complot organisé, tout en reconnaissant l’existence possible d’un « effet de meute » dans le traitement médiatique du film,.
Les critiques ont été décrites comme particulièrement virulentes, parfois perçues comme des attaques personnelles, et certains intervenants ont noté qu’elles portaient davantage sur le contexte de production que sur le film lui-même. Cette réception critique aurait eu un effet dévastateur sur la réputation du film, qui est devenu un symbole du « mauvais film québécois » aux yeux du public. Toutefois, plusieurs membres de l’équipe ont affirmé ne pas regretter leur participation, et le film a connu une certaine diffusion à l’international, notamment sous le titre Les Déjantés.

### Sortie vidéo
Les Dangereux est sorti en formats VHS et DVD au Canada le 24 juin 2003. L’édition DVD proposait le film en format 16:9 (2.35:1), avec des options audio en stéréo et en son multicanal 5.1. Elle incluait également un documentaire de type « making-of » d’une durée de 59 minutes, la bande-annonce du film, ainsi qu’un message promotionnel de l’Institut national de l’image et du son (INIS).
Le film a également été distribué en DVD dans 17 pays à l’international. Ces ventes ont permis de générer environ 250 000 dollars canadiens, contribuant à réduire les pertes financières liées à sa performance en salle.

### Diffusion télé
Les Dangereux a également été diffusé à la télévision québécoise, notamment sur la chaîne TVA, jusqu’au 30 avril 2010.

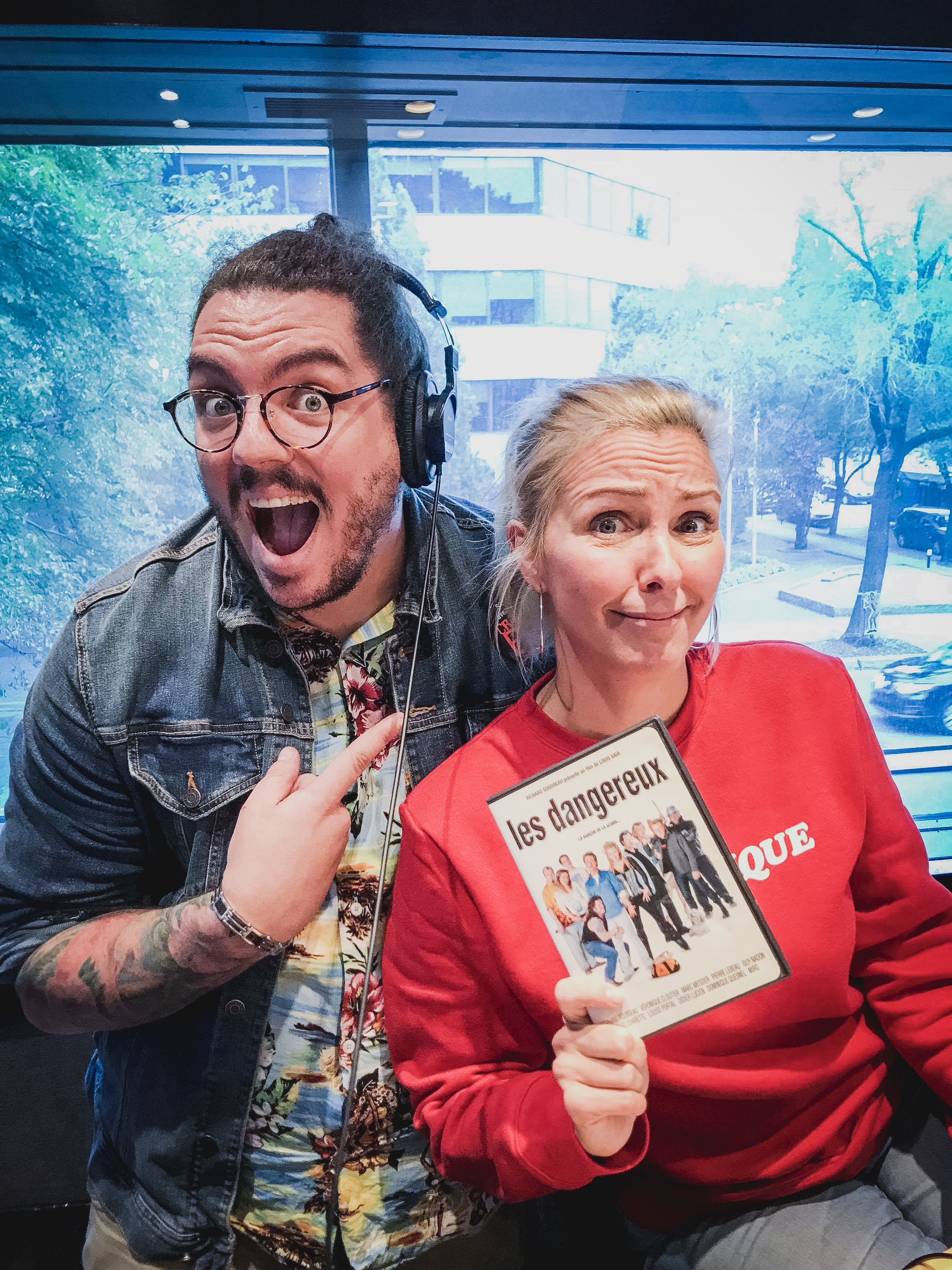
Marc-André Roy, enseignant, et Véronique Cloutier lors de l'interprétation de La Ballade des Dangereux dans les studios de Rouge FM.

## Autour du film

### Caméos
Le film Les Dangereux comprend plusieurs caméos de personnalités issues du milieu médiatique québécois. L’animateur de radio Mario Lirette y apparaît dans le rôle d’un préposé au stationnement, tandis que Denis Talbot, animateur et chroniqueur spécialisé en jeux vidéo, fait également une apparition. La co-scénariste Huguette St-Denis joue brièvement un vendeur de chapeaux, et le scénariste Louis Saia peut être aperçu lisant un journal en arrière-plan dans une scène impliquant le personnage de Francis. Le journaliste Patrick Lagacé figure dans une scène de mêlée médiatique, et Pierre Marchand, cofondateur de MusiquePlus, incarne un présentateur lors d’un gala.

### Postérité

Photo souvenir de la projection 20ᵉ anniversaire du film lors du Festival Fantasia.

Au fil des années, Les Dangereux a conservé une certaine visibilité dans la culture populaire québécoise, notamment grâce à sa chanson-thème La Ballade des Dangereux. En 2018, Véronique Cloutier a interprété cette chanson lors du numéro d’ouverture de son gala au festival ComediHa!. La même année, une campagne de sociofinancement a été lancée afin d’intégrer la chanson dans les répertoires de karaoké au Québec. Cette initiative a reçu une couverture médiatique et a mené à une performance en direct à la radio avec Cloutier,,,,.
Un balado intitulé Le balado des dangereux a également été lancé en 2018. Animé par Marc-André Roy, il propose des entrevues avec des personnes ayant participé à la production du film ou ayant un lien avec celui-ci,.
Le 2 août 2022, une projection spéciale a été organisée dans le cadre du Festival FanTasia pour souligner le 20e anniversaire du film. Il s’agissait de la première présentation en format 35 mm depuis sa sortie initiale. Plusieurs membres de l’équipe du film étaient présents pour l’occasion,.
Le 17 août 2022, lors du gala de Michel Charette au festival ComediHa!, une référence au film a été faite dans un segment humoristique avec Gildor Roy, soulignant de manière ironique la réception critique du film.
En 2024, La Ballade des Dangereux a de nouveau été interprétée par Véronique Cloutier lors d’un événement privé lié à l’émission Zénith.

### Dans la culture populaire
- Dans l'épisode 20 de la saison 8 de l'adaptation québécoise de l'émission Family Guy, Peter Griffin raconte le synopsis des Dangereux alors qu'il y a une panne de courant chez-lui.
- Dans l'épisode 13 de la saison 14 de l'adaptation québécoise de l'émission Les Simpson, Marge Simpson raconte que des scènes des Dangereux ont été tournées à l'aéroport de Springfield.
- Dans l'épisode 7 de la saison 2 de l'émission Taxi 0-22, Rogatien parle de l'incapacité des Français à comprendre l'accent québécois. À titre d'exemple, il mentionne qu'ils sont incapables de comprendre Stéphane Rousseau dans Les Dangereux, mais qu'ils en sont capables lorsqu'ils l'écoutent dans Astérix aux Jeux olympiques.
- Dans l'épisode 8 de la saison 32 de l'adaptation québécoise de l'émission Les Simpsons, Seymour Skinner est dans un avion en direction de Cincinnati en compagnie de Gary Chalmers. Alors qu'il s'apprête à écouter Les Dangereux, Skinner admet que le charme juvénile de Stéphane Rousseau dans le film est fait pour un écran de basse résolution.